# Нэтчбулл, Нортон, 6-й барон Брэбурн
Нортон Сесил Майкл Нэтчбулл (англ. Norton Cecil Michael Knatchbull; 11 февраля 1922 — 15 сентября 1943, Бронцоло, Италия) — британский аристократ, 6-й барон Брэбурн и 15-й баронет Нэтчбулл с 1939 года, старший сын Майкла Нэтчбулла, 5-го барона Брэбурна, и Дорин Браун. Учился в Итонском колледже и в военной школе в Сандхёрсте. С 1940 года сражался на фронтах Второй мировой войны в составе гренадерской гвардии. В сентябре 1943 года в Италии был ранен и попал в плен. Попытался сбежать, был схвачен в городе Бронцоло в Южном Тироле и казнён. Барон не был женат, так что его наследником стал младший брат Джон.